# ジェリー・アランギラン
ドロテオ・ジェラード・N・アランギランJr.（Doroteo Gerardo N. Alanguilan Jr.、1968年1月20日–2019年12月21日）は、フィリピンの漫画家。自国ではコミケロ (Komikero) という変名でも知られる。
ラグナ州サン・パブロ出身。1990年代から2000年代の初めにかけてフィリピン・コミック界が復興するのに重要な役割を果たした。フィリピンで出版されたグラフィックノベル作品『ウェイステッド』や『エルマー』のほか、米国で『ウェットワークス』、『X-メン』、『スーパーマン: バースライト』、『ウルヴァリン』などスーパーヒーロー・コミックのインカー（ペン入れ）を手掛けたことで知られている。オリジナル作品の多くはフィリピンが舞台であるか、登場人物がフィリピン人である。作品には人種差別を風刺した『エルマー』を始めとして社会批判の要素が取り入れられている。

## 生い立ち

### 幼少期
フィリピンのラグナ州サン・パブロで生まれる。サン・パブロ市に含まれるサンタ・カタリナというバランガイ（スペインによる征服以前には Sandig と呼ばれた）がルーツで、一族の言い伝えによると元々の姓はサン・ガブリエルだった。姓を変えたのはある魔女から七代にわたって困窮する呪いをかけられたためだったという。アランギランはその話を下敷きに San Dig 1944 という作品を描いている。「alanguilan（アランギラン）」は花が利用される樹木 Cananga odorata のタガログ語名である。この木は一般にはスペイン語綴りの名「Ylang-ylan（イランイラン）」の方が知られている。育った環境は田舎で野良ニワトリが多かった。アランギラン自身もソラノと名付けたニワトリを飼っていたが、ひどい扱いをして目をつつかれそうになったことがあった。その反省は作品『エルマー』に活かされている。
1984年に聖トマス大学に入学し、建築・美術学部で1989年に学位を取得した。

## 経歴

### 初期の活動
大学在学中にコミックへの情熱が高まり、1986年ごろ初めて米国の大手出版社マーベル・コミックスに作品を投稿した。結果は芳しくなかったが、断りの手紙が来たことから少なくとも自身の存在と作品を知ってもらえたと思うだけで鼓舞された。マーベルやDCコミックスに投稿して不採用の通知を受け取ることが7年ほど続いた。当時フィリピンから米国でデビューする例は少なく、趣味の延長のつもりだった。しかし1990年7月に建築士の資格試験を受ける直前、これから米国に移住するという女性と出会って恋心を抱き、本気で米国に渡ってコミックの道を歩もうと考えた。またそのころ米国の作画家ウィルス・ポータシオがフィリピン系であることを知り、コミックで身を立てることが現実的に感じられるようになった。卒業後も建築関係の定職に就くことはせず、コミック出版やマスメディアの周辺で小さい仕事をしながら修業を続けた。
1992年ごろ、フィリピンを訪れていたポータシオ本人と知り合う機会を得た。ポータシオはアランギランの絵を一目見て線の固さから建築が専門であることを見抜いたという。ポータシオがマニラに自身のスタジオ、スターファイア・ビジュアルズを設立するとそこに所属した。フィリピンの若いロックスターや漫画家が集う活気のある環境だった。ポータシオによると、アランギランは思慮深く周囲に影響を与える人物だった。スタジオ設立は元々アランギランのアイディアであり、まだ未熟だったレイニル・フランシス・ユーの才能を見出したのもアランギランだったという。
1993年、米国移住の動機となっていた女性との関係が破局して自暴自棄になり、コミック制作の意欲を失った。職に就いて製図工や建設監督として働いたが、生活は荒れ切っていた。

### 『ウェイステッド』
1994年にオリジナル作品『ウェイステッド』を描いた。マーベルでスーパーヒーローを描くのが夢だったそれまでとは一転して、失恋した男性が周囲に憎悪を抱いて無差別殺人を犯すという内容の作品だった。発表先のことは何も考えず、衝動のままに罵言やヌードを描いていた。当初は友人に回覧するだけのコピー本だったが読者の共感を集め、やがて同人アンソロジーなどを経て雑誌連載・書籍化された。アランギランは同作でインディー・コミック作家として認められるようになり、米国のコミック原作者ウォーレン・エリスからも将来性を認められた。

### 米国コミックでの活動
1990年代の半ばには米国コミックブック界でインカー（ペンシラーの鉛筆原画にペンを入れる役）として名前が知られ始めた。最初は米国のメジャー出版社の一つイメージ・コミックスでウィルス・ポータシオらのインカーとなり、ワイルドストームレーベルで『ウェットワークス』、『ハザード』、『グリフター』など数タイトルを手掛けた。1997年に初めてマーベル・コミックスで仕事をする機会が訪れ、ウォーレン・エリスの原作、レイニル・フランシス・ユーのペンシルによる『ウルヴァリン』第2シリーズ第121号にインカーとして参加した。2000年には『X-フォース』でエリスやユーと組んだ。DCコミックスでの初仕事は2003年9月に発刊されたシリーズ『スーパーマン: バースライト』である。共作者はマーク・ウェイドとユーだった。
その後長期にわたって米国メインストリームから離れていたが、2010年代に再びユーと組んでマーク・ミラー原作の『アルティメット・コミックス: アベンジャーズ』、『スペリアー』、『スーパークルックス』を手掛けた。ユーとはその後もマーベルで『インヒューマニティ』（2013年）、『アベンジャーズ&X-MEN: アクシス』（2014年）、『シークレット・ウォーズ: シビル・ウォー』（2015年）、タナハシ・コーツ期の『キャプテン・アメリカ』（2018年）、ジョナサン・ヒックマン期の『X-メン』（2019年）を共作している。

### 『エルマー』
2006年、ミニシリーズ『エルマー』全4号を自己出版した。『ウェイステッド』の一作が評価されただけで終わることを恐れていたアランギランは同作に賭けており、米国から仕事を請け負うのを止めて制作と出版に集中した。配本や宣伝も自ら行っていた。この時期は人生で最も経済的に苦しかったという。
『エルマー』は世界中のニワトリが知能を獲得して言葉を話し始め、人間との平等を求めるという物語だった。アランギランは昔からニワトリの「ヒステリックで激しやすいパラノイア的な性質」に面白さを感じていた。1997年にはコピー本の同人誌『クレスト・ハット・バット・ショップ』でニワトリのコミックを描いたこともある。自分たちを食べる人間にニワトリがどんな感情を抱いているのか想像する中で『エルマー』の着想が生まれた。初めは『アルティメット・チキン・ストーリー』というタイトルの軽い作品だったが、構想を進めるうちにシリアスさが増していき、ニワトリではなく人間性一般について、そして我々がお互いをどう扱っているかについての話になった。
同作は好評を博し、国際的に認知されることになった。翌年にフランスでEditions Ca Et Laから、北米でスレイヴ・レイバー・グラフィックスから現地版が出た。2011年にフランスでACDB（バンド・デシネ批評家・記者協会）Prix Asie 賞と Prix Quai des Bulles 賞を授与された。2020年にはフランス・アンフォによって21世紀のグラフィックノベル100選に挙げられている。米国では2011年アイズナー賞新刊グラフィック・アルバム賞にノミネートされた。アランギランにとってこのノミネートは大きなプレッシャーでもあり、次作 Rodski Patotski: Ang Dalagang Baby や Bakokak は自身の楽しみのために書こうとしたと語っている。

### 2000年代以降
2007年から2009年にかけて Buzz Magazine に冒険もの TIMAWA を連載した。同作はフィリピンのコミック・コンベンションKomikonにおいて同年の最優秀コミックブックシリーズにノミネートされた。アランギランによると Timawa は入念な調査を行ったリアリズム寄りの作品、『クレスト・ハット・バット・ショップ』は即興で描いた軽い作品だが、どちらの方向性でも極端にシリアスだったり気楽過ぎないようなバランスを心掛けていたという。
原作を担当した書き下ろしグラフィックノベル Where Bold Stars Go to Die（2009年）は昔のポルノ女優（bold star）に執着する男性をリリカルに描いた作品である。建築家アーラン・エズメニャによる古典的な作画と相まって、フィリピンでかつて刊行されていたポルノ刊行物「ボンバ・コミック」を現代的にリニューアルしたような内容になっている。同書にはフランシスコ・V・コチンからアーノルド・アーレまで古今のフィリピン人作画家によるヌードピンナップも収録された。
2011年、フィリピン・コミックのアイコン的なキャラクターであるダーナのファン・フィクション "Darna Lives!" を制作し、オンラインで公開した。アランギランが原作を書き、アーノルド・アーレが絵を描いた。アーレとは2004年に商業作品で古いキャラクターのラスティックマンのリブートを共作した間柄だった。アラン・ムーアが1980年代に書いたスーパーヒーローの再解釈『マーベルマン』に影響された作品で、ダーナの正体である女性ナーダは自分がスーパーヒーローに変身できることを忘れて貧しい主婦として暮らしていたがそれが覆されるというストーリーである。9ページの短い作品だが、ナーダを初めて「慎み深い少女」以外の形で描いたことで特筆される。アランギランはフィリピン・デイリー・インクワイアラー紙で制作意図を語っている。ダーナというキャラクターに新しい読者にも魅力と共感が感じられるような新解釈の余地があることを示せたと思う。"Darna Lives!" からそういう変化が生まれてほしい。私が見たところフィリピン人はそれを受け入れてくれているし、コミック作家や映画製作者は既存の古いトリックやギミックに頼り続ける必要はないんだ。他の分野、テレビや映画なんかの作家がこれでもっと大胆になってくれたらいいんだが
2014年に再びアーノルド・アーレとグラフィックノベル Rodski Patotski: Ang Dalagang Baby を共作した。天才的な知能を持って生まれ、兵器開発に従事させられている小さい女の子の物語で、アランギランが原作、アーレが作画を担当した。同作はアランギランの個人出版社コミケロ・パブリッシングから刊行され、国家書籍開発委員会によって2014年フィリピン図書賞を英語グラフィック・リテラチャー部門で授与された。
2017年にケヴィン・レイとともに92ページのグラフィックノベル Bakokak を刊行した。日本の福島第一原子力発電所事故によって突然変異を起こした巨大なカエルの怪獣がフィリピンに流れ着いて住民を襲うというストーリーで、リック・オリヴァレスの書評によるとフィリピン・コミックが庶民のシンプルな娯楽だった時代を思い出させる楽しい小品である。
そのほかにもフィリピンの様々な出版物で作品を発表しており、2000年代前半にマンゴー・コミックス社のユーモア誌 Mwahaha に掲載された Johnny Balbona や、Fudge Magazine 誌の Humanis Rex! がある。フィリピンのコミック史上重要なアンソロジー、Siglo: Freedom、Siglo: Passion、Filipino Komiks にも寄稿している。2007年には過去に描いていた同題のコピー本を元にして自伝的スライス・オブ・ライフ作品 Crest Hut Butt Shop をウェブコミックとして発表した。

### コミック外の活動
児童人身売買への意識向上のためにフィリピンで2010年に制作された動画 Tin-tin,15 に人身売買業者役で出演した。
YouTubeでの動画配信を趣味にしていた。2009年に公開した "Hey, Baby!" という1分間の動画（閲覧 - YouTube）はアランギランがカメラに向かって「誘惑するような」笑みを作る内容で、ミーム化して10年間で640万回以上閲覧されただけでなく、米国のテレビ番組 Tosh.0 や英国の Russell Howard's Good News で取り上げられた。

### フィリピン・コミック振興の先導役として
フィリピン・コミックは1920年代に生まれ、20世紀後半に衰退を続けた。アランギランによると1990年代以降に登場した作家はもっぱら米国や日本の作品から影響を受けており、自国の伝統は忘れられていた。古いコミックはほとんど再刊されず、大衆のための低級芸術とみなされていたため原画の保存さえ行われていなかった。アランギランは若い世代の作家がフィリピン人としてのアイデンティティを持つ必要があると考え、原画やビンテージ本を買い集めて自身のウェブサイトで公開した。
アランギランはまたコミックがフィリピンで一つの芸術様式として認められるよう尽力した。コミック史の初期に活動したフランシスコ・コーチンの作品を復刊して再認知に貢献したのはその一例で、コーチンは死後の2014年に国民芸術家に任じられている。カーロ・J・カパラスが2009年に同じ称号を授与されたときに反対の論陣を張った一人でもある（カパラスの受賞は2013年の最高裁判決によって取り消された）。

#### サン・パブロ市コミックフェスティバル
2002年、ラグナ州で活動するコミック作家を集めてコミケロ・アーティスト・グループという親睦団体を結成した。初めはサンパロック湖畔に集まってコミックの話をするだけの会合だったが、2003年にはサンパロック湖沿いのマリーニョ・レジデンスでサン・パブロ市コミックフェスティバルを開催し、古今のフィリピン人によるコミックアートを展示した。アランギランはミニコミック（コピー本）のコンベンションは1994年にはすでにフィリピンに存在したと書いているが、サン・パブロ市のフェスティバルはマニラ以外での試みとして初めてのものだった。2004年に始まり現在定期開催されているコンベンションKomikonもこの流れの中で生まれたものである。
アランギランはサン・パブロのライオンズクラブで2009年に開催された第2回サン・パブロ市コミックフェスティバルの運営にも積極的に関わった。
第3回はコミケロ・アーティスト・グループとUPLBグラフィック・リテラチャー・ギルドの共同で市中心にあるアルティマート・ショッピングセンターで開催された。第4回は2019年1月20日に行われたが、それからアランギランが亡くなるまで1年も経たなかった。

#### コミケロ・コミックミュージアム
2016年、生地サン・パブロ市に常設のコミケロ・コミックミュージアムを設立し、「同郷の人たちに私たちの豊かなコミック史を見てもらい、現代の才能も見渡せるようにする」と語った。アルフレド・アルカラ、フランシスコ・コーチン、アレックス・ニーニョ、スティーヴ・ガン、ネスター・レドンド、トニー・ヴェラスケズ、ハル・サンティアゴなど初期フィリピンコミック界の先達の原画を所蔵していた。アランギランは2019年に没するまで同館のキュレーションを務めていた。

### 死没
2019年12月21日、ラグナ州サン・パブロにおいて51歳で亡くなった。

## 私生活
イリンという女性と結婚した。その父 Rudy Florese は1970年代に活動したコミック作画家だった。
建築の仕事を離れた後もフィリピン建築家連盟に所属しており、夫人イリンもその一員である。

## 作風
影響を受けた作家・作画家にはエルジェの『タンタン』を筆頭にバリー・ウィンザー＝スミス、アルフレド・アルカラ、フランク・ミラー、アラン・ムーアがいる。日本の漫画家では小島剛夕や大友克洋、田中政志、中沢啓治の名を挙げており、特に『はだしのゲン』の真摯な語りには多大な影響を受けているという。
作画にはMongolの鉛筆、ロットリングの製図ペン、UNIやステッドラーのドローイングペン、筆を用い、カラーリングはデジタルツールで行っていた。レタリングのフォントは自作のものだった。自身を「伝統主義者」と言っており、ウェブ上で作品を公開するより金銭的なリスクを負っても紙のコミックブックを自己出版することを好んだ。

## 業績
1990年代と2000年代のフィリピン・コミックにおけるいわゆる「ニューウェーブ」「ルネッサンス」の先陣を切ったとされている。アランギランは出版活動によって後進に道を拓いただけでなく、ソーシャルメディアでの活動やコンベンション運営などを通じてコミック作家のコミュニティ形成に貢献したことでも知られている。
米国においてはレイニル・フランシス・ユーと組んだ多くのスーパーヒーロー作品を通じて優れたインカーとして認められている。

### 受賞
- 2011年
  - 受賞 Quai des Bulles（『エルマー』）– Ouest France[22]
  - 受賞 Best Asian Album（『エルマー』）– Prix-Asie ACBD[21]
  - ノミネート Best New Album（『エルマー』）– Will Eisner Industry Awards、アメリカ[21]